# 賈斯汀·摩爾
賈斯汀·摩爾（Justin Cole Moore；1984年3月30日—）是美國的一位鄉村音樂歌手。他迄今已經發行了三張錄音室專輯，分別是2009年的Justin Moore，2011年的Outlaws Like Me和2013年的Off the Beaten Path。他的音樂生涯自高中時代開始。

## 外部連結
- Justin Moore at Big Machine Records